# Semcoglas
Die Semcoglas Holding GmbH oder Semcoglas-Gruppe ist in der Flachglaserzeugung und -veredelung tätig. Der Stammsitz ist Westerstede (Niedersachsen). An europaweit 23 Standorten stellt das Unternehmen Verglasungsprodukte her und/oder vermarktet diese. Pro Jahr werden mehr als 11 Millionen Quadratmeter Sicherheits- und Isoliergläser produziert und verarbeitet.

## Geschichte
Die Semcoglas-Gruppe entstand 1997 durch den Zusammenschluss der beiden Unternehmen Schüller Qualitätsglas aus Westerstede und der Isoglas-Gruppe aus Nordhorn. Seit 2006 wird zusammen mit Euroglas in Osterweddingen ein Floatglaswerk betrieben. 2008 wurde am Standort Kropp Deutschlands nördlichste Isolierglasproduktion eröffnet. Insgesamt werden an 21 Standorten in Deutschland Isoliergläser, Sicherheitsgläser und Glas für Interieur-Anwendungen hergestellt und vertrieben. Seit 2022 gehören auch 2 Standorte in Dänemark zur SEMCO Gruppe.

## Produkte
Im Bereich Fassade vertreibt das Unternehmen unter dem Namen Klimaglas speziell beschichtete Gläser, die auf eine gute Balance zwischen maximalem Tageslichteinfall und Schutz vor sommerlicher Überhitzung optimiert sind. Zudem ist Semcoglas in den Bereichen Wärmedämmverglasung, Sonnenschutzglas, Schallschutzglas und Sicherheitsglas tätig. Für Interieur-Anwendungen werden beispielsweise Glastüren, Küchenrückwände, Ganzglasduschen und Treppenstufen aus Glas hergestellt. Die Tochter Finiglas produziert zudem gebogene Fassadengläser.

## Nachweise
1. ↑  Impressum, Semcoglas Holding GmbH
2. ↑  https://issuu.com/semcoglas/docs/semco-attraktivitaet
3. ↑  https://issuu.com/semcoglas/docs/semco-attraktivitaet
4. ↑  Deutschlands nördlichste Isolierglasproduktion
5. ↑  Investitionen von mehr als 50 Millionen Euro geplant
6. ↑  Gebogene Architekturverglasung